# Alain Crosnier
Alain Georges Paul Crosnier (* 21. März 1930 in Canteleu; † 18. Februar 2021 in Palaiseau) war ein französischer Meeresbiologe und Krebstierforscher.

## Leben
Crosnier trat 1956 nach seinem Studium der Agrarwissenschaften in das damalige ORSTOM (Office de la Recherche Scientifique et Technique Outre-Mer) ein. Seine erste Station war Madagaskar, dann von 1962 bis 1968 die ORSTOM-Niederlassung in Pointe-Noire in der Republik Kongo und schließlich Nosy Be in Madagaskar, wo er von 1970 bis 1976 Leiter der örtlichen ORSTOM-Niederlassung war. Dort führte er Erhebungen zur Entwicklung der Fischerei durch, wobei er sich auf Garnelen konzentrierte und die Küste bis in 1000 Meter Tiefe erforschte. In dieser Zeit war er Autor oder Mitautor mehrerer Revisionswerke, darunter Les crevettes profondes de l’Atlantique oriental tropical (1973, in der Reihe Faune tropicale) sowie drei Bände über Krebse (1962, 1965) und Garnelen (1978) in der Reihe Faune de Madagascar.
Nach Madagaskar wurde Crosnier von Guy Camus, von 1963 bis 1982 Generaldirektor des Office de la recherche scientifique et technique Outre-Mer (ORSTOM), als Leiter der Ozeanographie in das Direktorium von ORSTOM in Paris berufen. In dieser Funktion entschied er 1976, dass die Forschungsschiff Vauban auf seiner Reise zu seiner neuen Mission in Neukaledonien einen Abstecher über die Philippinen machen sollte.
Ziel war es, neue Exemplare der Zehnfußkrebsart Neoglyphea inopinata, einem „lebenden Fossil“ zu finden, das 1975 von Michèle de Saint-Laurent und Jacques Forest vom Muséum national d’histoire naturelle (MNHN) erstbeschrieben wurde, nachdem das Typusexemplar 60 Jahre lang in den Regalen der Smithsonian Institution in Washington, D.C. gelegen hatte. Dies war der Beginn der erfolgreichen MUSORSTOM-Expeditionen, die 2016 ihr 40-jähriges Bestehen begehen konnten. 1999 wurden das MUSORSTOM-Programm in Tropical Deep-Sea Benthos umbenannt, worüber es eine Publikations-Reihe im Verlag des Institut de Recherche pour le Développement (IRD, dem Nachfolger von ORSTOM) gibt.
Nach seiner Pensionierung am IRD begann Crosnier eine zweite Karriere im MNHN, die sich nun auf Krebstiere und die Erforschung des Tiefseebenthos der tropischen Meere konzentrierte. Er holte Spezialisten aus der ganzen Welt als Gastkuratoren nach Paris, mit denen er die gesammelten Exemplare untersuchte und die daraus resultierenden Studien veröffentlichte. Das von Crosnier ins Leben gerufene Netzwerk von Taxonomen hat Mitglieder in 24 Ländern.
Neben den Krebstieren befasste sich Crosnier mit Schwämmen, Stachelhäutern, Armfüßern, Moostierchen, Filigrankorallen, Steinkorallen, Weichtieren und Fischen. Er beschrieb 175 neue Arten.

## Dedikationsnamen
Die Gattungen Alainius, Alainopagurus, Crosniera, Crosnieriella, Crosnierita, Crosnierius sowie rund 125 gültige Arten, darunter die vier Fischtaxa Bostrichobranchus crosnieri F. Monniot & C. Monniot, 2008, Dipturus crosnieri (Séret, 1989), Grammatonotus crosnieri (Fourmanoir, 1981), Mystriophis crosnieri Blache, 1971 und Neobythites crosnieri Nielsen, 1995 wurden nach Crosnier benannt.